# Abild
Abild – miasto w Danii, w regionie Dania Południowa, w gminie Tønder.